# ドラゴンクエストモンスターズ キャラバンハート
『ドラゴンクエストモンスターズ キャラバンハート』は、2003年3月29日にエニックス（現スクウェア・エニックス）から発売されたゲームボーイアドバンス用ソフト。合併前の株式会社エニックスとして発売された最後のゲームタイトルとなった。

## 概要
ゲーム中に登場するモンスターを育成するRPGであるドラゴンクエストモンスターズシリーズの第3作。対応ハードを前2作のゲームボーイからゲームボーイアドバンスに移しての発売となった。『ドラゴンクエストVII エデンの戦士たち』（以下『VII』）の登場人物・キーファの幼少時代を描いた外伝である。
『ドラゴンクエストモンスターズ テリーのワンダーランド』や『ドラゴンクエストモンスターズ2 マルタのふしぎな鍵』とは雰囲気が異なり、広大な世界を3台の馬車を引き連れて冒険する。
歴代の『ドラゴンクエストシリーズ』と比較すると、非常に大規模なパーティを引き連れての冒険となる。本作は「やせい」のパラメーターが廃止、ナンバリング作品同様にエンカウントした敵を倒すとお金を手に入れられるようになった。これらの要素は後の『ジョーカーシリーズ』および『テリーのワンダーランド3D』も同様となる。
前年に発売された『ドラゴンクエストモンスターズ1・2 星降りの勇者と牧場の仲間たち』同様、当時は中古ゲームソフトの販売が一部のメーカーから問題視され始めた時期であったため、中古はあまり出回らなかった。
『ドラゴンクエストモンスターズ』シリーズのプロデューサーである犬塚太一は2016年の『ファミ通.com』のインタビューで「いま考えると『DQM3』(DQM2の正統続編という意味)ではないし、若干迷走気味だったなあと」と失敗を認めるような発言をしている。

## システム

### キャラバン
各馬車には「ガードモンスター」1体と、様々な職業を持つ人間キャラクター最大4人を乗せることができ、最大でモンスター3体と人間12人のキャラバンを組んだ冒険が可能。
ただし、モンスターや人間キャラには1〜7までの重さがあり、ガードモンスターと乗せた人間の合計が馬車の最大積載量をオーバーした編成は出来ない。重さはキャラによって違う。乗せた人間キャラには1〜3のランクがあり、高いほど効果が大きい。
同じ職業を持つ人間同士を同じ馬車に乗せると威力や効果が変化する。例えば、ランク1の戦士でも2人乗せればランク2の戦士同等の効果を発揮する。ただし、合計が3以上になってもランク3と同じ効果しか出ない。つまり、ランク3の同じ職業の者を3人乗せても勝手に連携してランク3の効果を発揮してしまう。同じ職業のものを同じ馬車に4人乗せると『究極連携』が発動し、凄まじい効果を発揮できる。この場合、乗せた仲間のランクは関係ない。
ランクの合計が3以上に達すると特殊能力（戦士の場合はガードモンスターの最初のターンの攻撃力が2倍になる）を発揮する職業もあり、これは自動的に発動する。
フィールド上で使用できる特技は、3つの馬車に乗る同じ職業のランクの合算で決まる。
敵モンスターと直接戦うのはガードモンスターであり、人間キャラクターは戦闘や移動をサポートする役割。そのため、ガードモンスターが死んでしまうとその馬車に乗っている人間は行動できない。ガードモンスターが全滅するとゲームオーバーと見なされる。
フィールド移動中にイベントが発生する場合があり、特定の職業の人間キャラを馬車に乗せていると起こるものも存在する。

### 食料
本作には「食料」の概念がある。食料は数字で表され移動中に右上に表示される。フィールドやダンジョンの移動、またはフィールドで起こるイベントなどで徐々に減少し、0になるとガードモンスターのHPが徐々に減るようになる。引き連れている仲間が多いほど、食料の減少速度は早くなる。
食料は「町で購入する」「アイテムとして持てる食べ物を『使う』」「狩人や釣り士の特技を使う」「特定のモンスターを倒す」「フィールドにおけるイベント」で調達することができる。食料の上限値は冒険を続けるに従って、ある程度まで上昇する。
特定の職業を連れていると減少を抑えられるほか、フィールドにおけるイベントで減少が早くなったり遅くなったりもする。

### キャンプ
冒険の拠点は「キャンプ」である。キャンプは町や村のように機能し、回復やセーブを行うことができる。連れているメンバーによって様々な施設が増える場合もある（商人で道具屋、遊び人でカジノなど）。
キャンプはキャラバン同様に移動できるが、ダンジョン内には入れず、移動中は食料を多く消費する。基本的にフィールド上どこでもキャンプを張ることができるが、橋や町、ダンジョンや水辺に隣接する場所や毒沼では張ることができない。

### 転身システム
従来の配合システムの代わりに、モンスターに2つの「心」を吹き込ませ、呪文・特技を継承させて別モンスターにする「転身システム」が採用された。
従来のように敵モンスターを直接仲間にすることはできないが、敵モンスターの「心」を手に入れることで既存のモンスターを「転身」させ、新しいモンスターを仲間にすることができる。
モンスターのみならず人間キャラの「心」も吹き込むことができる。その場合は特定の能力値や耐性（ランクが高い心だと複数の耐性）が上昇する。

## 世界設定
本作の舞台となる「伝説の大陸」とは、『ドラゴンクエストII 悪霊の神々』（以下『II』）の数百年後の世界である。よって、本作のオープニングの序曲は『II』と同様のもの（ドラゴンクエスト・マーチ）が使用されている。
『II』に登場した町、村、塔、洞窟は残っているが、時代の流れでサマルトリア城以外の王制は崩壊している。また、数百年経過していることもあり、一部の地形が『II』とは異なっている。
海上交通が発達していることから定期船での移動が当たり前の時代となっており、水上は探索できない。『ドラゴンクエスト』の舞台であるアレフガルドは水没しているが、ロンダルキアのイベントを達成することで復活する。
クリア後に入ることができるダンジョンでは、わたぼうやワルぼうなど過去のシリーズ作と関連の深いボスキャラクターがいくつか登場する。町や村など集落の類に入ってもそれがフィールドとして存在しないため探索ができず、町などの挿絵と入れる建物の選択肢、ルインのセリフが出るのみである。

## 登場人物

### メインキャラクター
キーファ（デフォルト名 / 変更可）
声 - 山下大輝（ライバルズエース）
本作の主人公。『VII』で冒険をする仲間として登場したグランエスタード国の王子。旅の扉で「伝説の大陸」を訪れた際にそこで出会ったルインの両親を助けるべく、集めるとどんな願いも叶うといわれる「オーブ」を集めるために旅立つ。
ルイン
伝説の大陸のデルコンダルに住む男の子。両親が病気で倒れてしまい、それを救うためにキーファと共に旅に出る。
フォズ
『VII』ではダーマの神官として登場した少女。本作ではモンスターを「転身」させる能力を持っている。
ギャバン
キャラバンの編成を手助けしてくれる老人。
スラロン
ルインのキャラバンのガードモンスターであるスライム。最初に仲間となるモンスターでもある。
ビーナス
カカロンの召使いであるナスビナーラ。後に仲間となる。
キャロル
サマルトリア王が猫と間違えて飼っていたベビーパンサー。サマルトリアの王子、イクサスと共に同行する。
ズガッツ
寝ている所を彫刻と間違えられて、ベラヌールの道具屋に売られているとつげきこぞう。購入すると仲間になる。
スミス
大灯台を守っていたが、ある時に死亡して理性を失ったという。クリア後、恋人のマチュアを馬車に乗せて大灯台にいる所で話すと、理性を取り戻して仲間となる。
ウェバー
海底の洞窟に住んでおり、口が悪いキラーウェーブ。後に仲間となる。
ドルバ
竜王の部下であるドラゴン。竜王を倒した後に何度か話しかけると仲間になる。

### サブキャラクター
マガルギ
ラダトーム城に住む幻魔王。キーファを伝説の大陸に導いた張本人。ロトのオーブを持ってきたら願いを叶えると言う。
カカロン
ローレシア城に住む幻魔。青い肌の女性。妖精のような見た目で背中に蝶の羽が生えている。美食家。
バルバルー
ローラの門に住む幻魔。緑の肌の筋骨隆々の男性。戦いを生きがいとしており、キーファに勝負を挑む。
クシャラミ
ムーンブルク城に住む幻魔。肌の色は桃色で、際どいマイクロビキニのような衣装を着た女性。美しい物を好むらしく、彼女の夢を見た子供からは「エッチな格好」と言われた。
ドメディ
ロンダルキアに住む幻魔。肌の色は赤く、四本の腕を持つ。四人の幻魔の中で一番偉い。
竜王
滅びたはずの竜王の城に住んでいる。理性を失っており、変身形態として戦いを挑んでくる。
ギスヴァーグ
幻魔達を超える力を持ち、捕らえることはおろか操ることすらできる。ロトのオーブの力を求めているが、オーブに触れることができないためにマガルギに憑依し、キーファ達を利用してオーブを手に入れようと企む。

## 職業
戦士
斧で敵1体を攻撃する。ランク3に達するとその馬車のガードモンスターの攻撃力が最初のターンに限って2倍になる。
剣士
細身の剣で敵を複数回攻撃する。ランク3に達するとその馬車のガードモンスターが最初のターンに限って2回行動するようになる。
武闘家
自らの肉体で敵1体を攻撃。会心の一撃が出ることもある。ランク3に達するとエンカウント時に先制攻撃しやすくなる。
魔法使い
呪文で複数の敵を攻撃する。フィールド上ではランク2になるとトラマナ、ランク3になるとトヘロスを覚える。このゲームでは聖水などのエンカウント回避アイテムが存在しないので、トヘロスが重宝する。
地図士
連れているとフィールド、ダンジョンのマップが分かる。戦闘中はガードモンスターの素早さを上げる。フィールドイベントとしてオアシスを見つけた際には、それが蜃気楼による偽物であるかどうか識別してくれる。
占い師
旅のヒントを教えてくれる上に、オーブの場所やダンジョン内の階段の位置が分かる。戦闘中は敵1体のHP・MPを教えてくれる。
僧侶
ガードモンスターのHPを回復する。ランク2に達するとフィールド上で道具屋を呼ぶことができ、ランク3に達すると教会も呼ぶことができる。
フィールドイベントでは偽神父を見破る能力を発揮し、呪われた野生モンスターの解呪も行い、時には天から祝福の光を受けてキャラバンが全快することもある。
盗賊
敵のアイテムを盗む。キャラバン内ではゴールドの預け入れをしてくれる。フィールドイベントでは盗賊の罠を回避する能力や、偽神父を見破る能力を発揮する。
狩人
敵1体を状態異常にする矢を放つ。移動中は狩りに行って食料を増やしてくれる。フィールドイベントでは野生モンスターによる食糧強奪を回避する能力や罠にかかったモンスターを助ける能力を発揮する。
踊り子
踊りで敵全員を状態異常にする。ランク3に達するとエンカウント率を上昇させるフィールド特技を使用することができる。
商人
ゴールドを見つける。移動中は宝の数を教えてくれる。キャラバン内ではアイテムを売ってくれる。
騎士
ガードモンスターが受けるダメージを軽減する。ランク3に達すると不意打ちを回避する特殊能力を発揮する。
医術士
味方全員の状態異常を治療する。フィールドイベントでは野生の物質系モンスターの錆取りでその腕前を発揮し、僧侶の場合と同様に解呪も行う。医術師を馬車に乗せていると、フィールドイベントで行き倒れになった旅人を救う確率が高くなる。
魔物使い
戦闘中、モンスターが心を落としやすくなる。
釣り師
敵1体の動きを封じる。移動中は魚を釣ってくれる。フィールドイベントでは干からびた野生モンスターを助ける能力を発揮する。
吟遊詩人
歌で敵全員を状態異常にする。命名士の資格を持っているため、キャラバン内ではガードモンスターの名前を変えることもできる。
メタルハンター
敵1体に防御力を無視した固定ダメージを与える。ランク3に達するとメタル系のモンスターと遭遇しやすくなる。
この特殊能力により出現するメタル系はHPや攻撃力が高く強力な攻撃呪文を使うが、守備力や耐性が低く状態異常や攻撃呪文が通用する。医術師と同じくフィールドイベントでは錆取りを行うことができる。
賢者
攻撃、回復呪文の両方を操る。ランク2以上に達すると移動中にルーラを使用してベースキャンプに帰還することができ、ランク3に達すると行ったことがある街を指定して移動することが可能になる。
特に後者の代替手段が無いので、冒険上大変に重宝する。僧侶と同様に呪われたモンスターの解呪を行うことができ、天から祝福を受けることもある。
料理人
移動中の食料の減少を抑えてくれる。戦闘中はガードモンスターのMPを回復する。料理人を馬車に乗せていると、フィールドイベントで行き倒れになった旅人を救う確率が高くなる。
遊び人
戦闘中、気まぐれな行動をとる移動中の特技として遊びに行くことができ、100ゴールドを勝手に持って行った後にアイテムを持って帰るか、魔物に追われて帰ってくる、もしくは効果なし。
キャラバンに加入した遊び人とギャンブラーのランクを合算し、その合計ランクに応じたカジノがキャラバンで利用できるようになる。
遊び人を馬車に乗せると、借金取りに出くわし所持ゴールドの大半を奪われるリスクを負うが、戦闘では耐性無視の行動停止や眠りの効果を持つ行動を行い、思わぬ貢献を果たす場合もある。
ギャンブラー
敵か味方、どちらかのHPを半分に減らす。キャラバンに加入した遊び人とギャンブラーのランクを合算し、その合計ランクに応じたカジノがキャンプで利用できるようになる。
転生士
戦闘中、倒したモンスターを人間にしていき、仲間にする。職業はモンスターごとに決まっている。

## 地域

### デルコンダル地方
迷いの森
キーファとルインが出会った場所であり、ストーリー上のイベントでのみ入ることができる。キーファは旅の扉に飛び込んで迷いの森へ偶然辿り着いた。
デルコンダルの町
王の遊び過ぎが原因で王政が崩壊し、王城の跡地にデルコンダルの町が作られた。ルインの両親と祖母が暮らしており、踊り子のリップルは町で人気を博している。同じく、この町の出身者であるルインの姉・アリサは家出して旅の魔法使いとなっていたところ、第2章の冒頭でキャラバンと落ち合う。
デルコンダル近郊のキャラバン
デルコンダル近郊でキャンプを張るキャラバン。序盤のうちのみ存在し、パーティーに食料を分けてくれる。
旅立ちの洞くつ
デルコンダル地方のフィールド上に出るより強いモンスターが現れることがデルコンダルの町長によって語られており、町長の許可が無いと進入不可能である。ここを通過するとシナリオ1章がクリアとなり、続くローレシア地方でシナリオ2章を迎えることになる。

### ローレシア地方
ローファの村
本作で唯一オリジナルの町村である。詳細は不明だが、ローレシアの王政の崩壊をきっかけに形成された集落であるという。料理の文化に富んでおり、ラスタンという伝説の料理人の技術を継承した人物も村民の中に存在する。
ローレシア城
王政が崩壊してからは幻魔カカロンの居住となっており、ガードモンスターとなる以前のビーナスも家来として共に暮らしている。
リリザの町
ギャバンの古い知り合いのモンスター博士が住んでおり、モンスターの心を手に入れるために必要な重要アイテムであるハートゲッターを貰うことが出来る。
リリザ北東のキャラバン
リリザ北東にキャンプを張るキャラバン。金にがめつく、消耗品や食料をぼったくりに近い価格で販売している。ある一つのアイテムは適正な価格で販売しているようである。
船着場
嵐に巻き込まれて命からがら寄港したものの、積み荷がほぼ全滅してしまい困っている船乗りが確認される。その船乗りの1人からストーリー上、必要なアイテムを手に入れることができる。
勇者の泉の洞窟
かつては神聖な泉としての信仰を集めていたが、現在では「料理に最適な名水」が湧き出る泉として扱われているに過ぎず、泉を見守る神父がその様子を嘆いている。

### サマルトリア地方
サマルトリア城
『キャラバンハート』の世界で唯一王政を維持している。ただし、城の兵士によると現国王は系譜上直接のつながりはないとのことであり、それどころか王朝そのものが『II』と異なる模様。国王は猫の飼育に夢中な呑気者で知られ、安定した王政の反面、その点では市民も呆れているという。
王子の医術師イクサスはストーリー進行上、必ず仲間にしなければならず、押しかけるような経緯でキャラバンに加入する。
湖の洞窟
バルバルーの部下であるガーゴイルが一行の実力を測り、最深部にはローラの門を通過するために必要なアイテムが存在する。ストーリー進行上、騎士ゴートン達が率いるグレイト号が立ち往生している所を助けて、馬車を入手する運びになる。
ローラの門
ムーンブルク地方へつながる経路であるがバルバルーが自身の根城として占拠しており、シナリオ3章へ進むにはバルバルーを倒さなければならない。

### ムーンブルク地方
ムーンペタの町
ムーンブルクの王政は一度再建されたようだが程無くして崩壊したため、『キャラバンハート』でも変わらずムーンブルク地方において重要な冒険の拠点となる。
ムーンブルク城
幻魔クシャラミの根城であり、ストーリーが進行すると大灯台へ通じる旅の扉が開通する。
風の塔
クシャラミが求める「美しいもの」に該当する吟遊詩人ボルドーとはここで出会う。
テパの村
ムーンブルク地方で陸続きになっている村。大灯台方面へ向かう旅人の休憩地点となっている。
大灯台
大灯台の頂上には死んで腐った死体になってしまった元・灯台守のスミスがおり、人間達を困らせている。スミスを説得するには魔物使いのマチュアを馬車に乗せている必要がある。
満月の塔
『II』では海路以外から進入できなかったが『キャラバンハート』では橋を渡って陸路から無造作に入ることができる。ここに存在する重要アイテムである月のかけらの入手方法はストーリーの進め方によって2通りに分かれる。
ドラゴンの角
当初は最上階で行き止まりとなっているが、クシャラミの願いをかなえると旅の扉が現れてルプガナ地方へ進むことができ、これによってシナリオ4章がクリアとなり、続くルプガナ地方でシナリオ5章を迎える運びになる。

### ルプガナ地方
ルプガナの町
『II』の時代と変わらず、船着場のある街として栄えている。ここで初めて定期船に乗り込むことが可能。
ベラヌールの町
ルプガナの船着場から定期船を利用して訪れることができる。交通の便の悪さやモンスターの強さからここまでたどり着くのは一苦労である。

### ロンダルキア地方
ペルポイの町
『II』と同じく地下に築き上げられた市街となっており、牢屋も健在である。
ロンダルキアの洞窟
幻魔ドメディによって初めは入り口が閉ざされており、そのためカカロン、バルバルー、クシャラミいずれかの幻魔1人の助けを借りるため会いに行く必要がある。落とし穴のトラップも『II』より健在である。
ドメディの城
幻魔ドメディの牙城であり、このダンジョンはハーゴンが使用していたロンダルキア城を居抜きで利用したものである。『II』の中ボスに由来する敵モンスターも現れる。
復活の祭壇
ロトのオーブ4つをすべて捧げると、沈没していたアレフガルドが復活する。

### アレフガルド
ガライの町
シナリオ6章の始まりはここで迎える。再浮上するや否、世界中から商人が集まって新たな商売をしようと大騒ぎになる。
マイラ近郊のキャラバン
かつてのマイラの村の近くにキャンプを張るキャラバン。
ラダトーム城
ギスヴァーグに憑依されたマガルギが待ち構えるダンジョン。正気に戻った後もマガルギは引き続きラダトーム城に居住する。
竜王の城
ギスヴァーグ撃破前は精霊ルビスの力により入り口が封印されているが、撃破後に開放される。『II』では廃墟然とした様子になっていたが『キャラバンハート』では『I』のような内装に戻っている。

## 関連書籍

### 攻略本
- Vジャンプブックスゲームシリーズ ドラゴンクエストモンスターズ キャラバンハート（ISBN 4-08-779235-8）
- SE-MOOK ドラゴンクエストモンスターズ キャラバンハート 公式ガイドブック（ISBN 4-7575-0931-6）
- SE-MOOK ドラゴンクエストモンスターズ キャラバンハート コンプリートガイド 究極の馬車隊（ISBN 4-7575-0979-0）

### 漫画作品
- ドラゴンクエストモンスターズ キャラバンハート 4コママンガ劇場 - 本作を4コマ漫画化したもの。